# Air Atlanta Icelandic
Air Atlanta Icelandic ist der Markenname der Flugfélagið Atlanta ehf. Sie ist eine isländische Fluggesellschaft mit Sitz in Kópavogur und Basis auf dem Flughafen Keflavík.

## Geschichte
Air Atlanta Icelandic wurde am 10. Februar 1986 von Kapitän Arngrímur Jóhannsson und seiner Frau Þóra Guðmundsdóttir gegründet. Der erste Auftrag für Air Atlanta war das Verleasen einer Boeing 707-300B an Caribbean Airways. Heute befindet sich die Gesellschaft im Besitz der Hf. Eimskipafélag Íslands, einer isländischen Investmentgesellschaft. Anfang 2005 übernahm Air Atlanta Icelandic die ebenfalls isländische Fluggesellschaft Islandsflug.
Am 5. November 2016 nahm Air Atlanta Icelandic im Auftrag von Senator International mit einer Boeing 747-400F (Luftfahrzeugkennzeichen TF-AMQ) Direktflüge zwischen dem Flughafen Frankfurt-Hahn und dem Greenville-Spartanburg International Airport auf. Ein Großteil der Fracht stammt von den verschiedenen BMW-Werken beiderseits des Atlantiks.
2021 eröffnete Air Atlanta Icelandic seine Tochtergesellschaft Air Atlanta Europe wieder, um eine Passagierflotte vom Typ Boeing 777 zu betreiben.
2025 erhält Air Atlanta Icelandic die erste Boeing 777-200ER.

## Flugziele
Air Atlanta Icelandic bietet ihre Fracht- und Passagierflugzeuge im ACMI-Leasing anderen Fluggesellschaften an und führt im geringen Umfang auch Charterflüge durch.

## Flotte

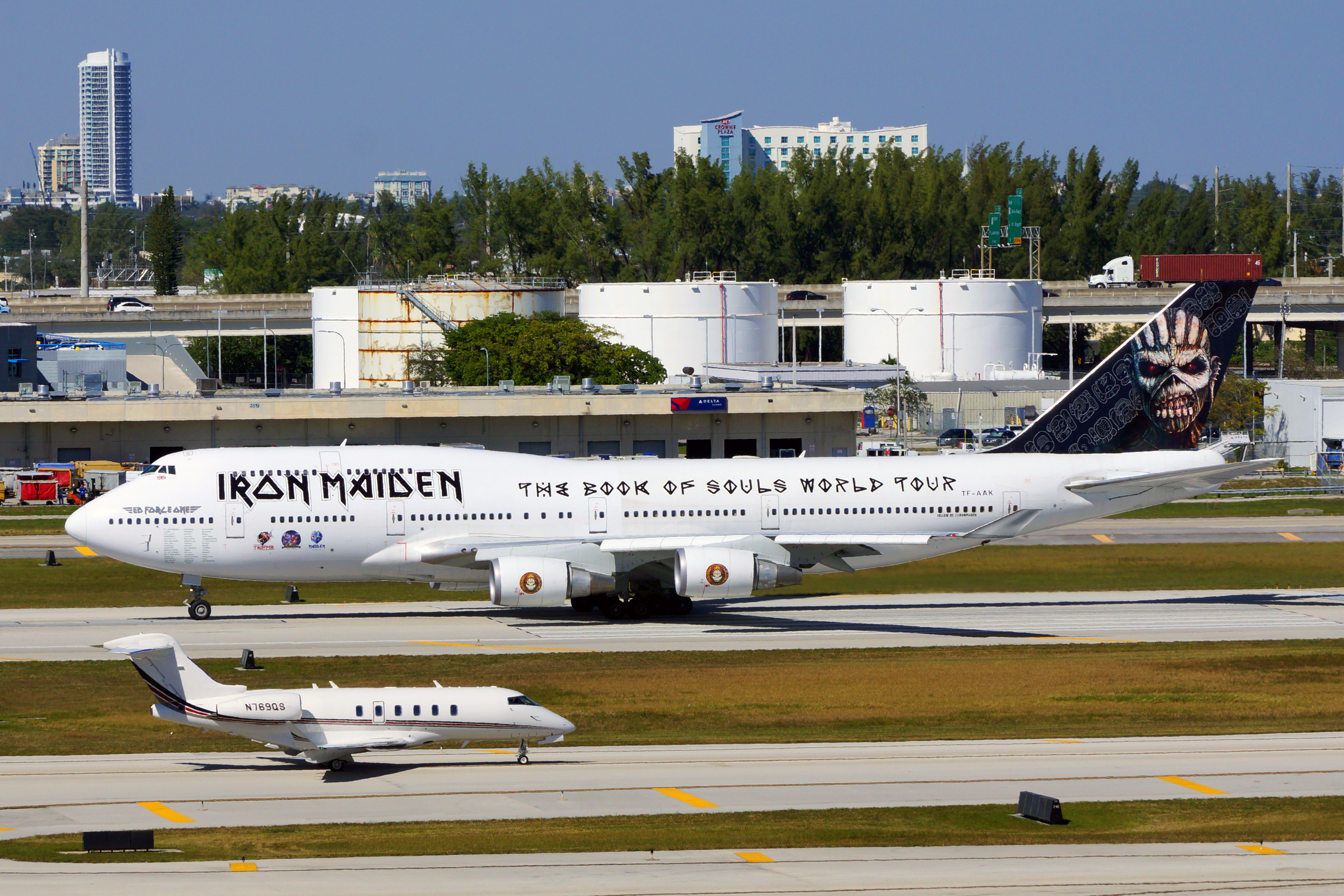
Ed Force One die 2016 von Air Atlanta Icelandic geleast wurde

Mit Stand April 2025 besteht die Flotte der Air Atlanta Icelandic aus neun Flugzeugen mit einem Durchschnittsalter von 27,9 Jahren:
| Flugzeugtyp      | Anzahl | bestellt | Anmerkungen | Durchschnittsalter |
| ---------------- | ------ | -------- | --- | ------------------ |
| Boeing 747-400F  | 8      |          | zwei inaktiv; drei betrieben für Magma Aviation, vier betrieben für Network Aviation sowie eine für Aquiline International | 28,1 Jahre         |
| Boeing 777-200ER | 1      |          | inaktiv | 26,9 Jahre         |
| Gesamt           | 9      | -        | | 27,9 Jahre         |

### Zuvor eingesetzte Flugzeuge

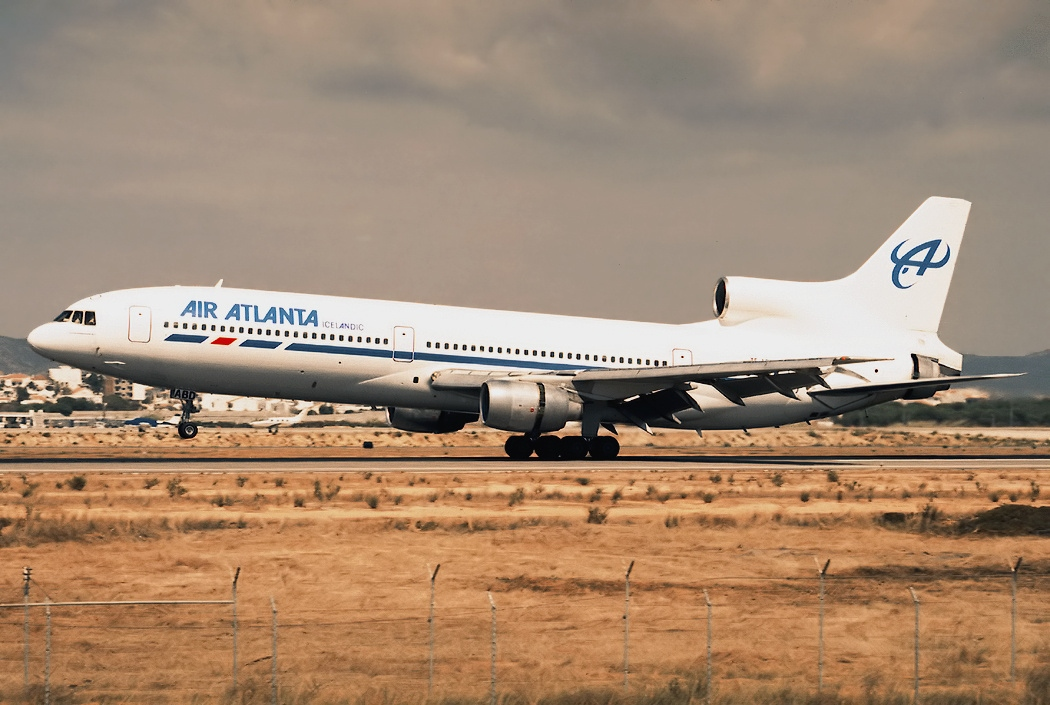
Lockheed L-1011-100 TriStar der Air Atlanta Icelandic im Jahr 1996

In der Vergangenheit setzte Air Atlanta Icelandic unter anderem folgende Flugzeugtypen ein:
- Airbus A300-600RF
- Airbus A330-200
- Airbus A340-300/-600
- Boeing 707-300B
- Boeing 737-200/300
- Boeing 747-100/200/300/SP
- Boeing 757-200
- Boeing 767-200ER/300ER
- Lockheed L-1011-1/100 TriStar

## Air Atlanta Europe (Malta)
Air Atlanta Europe ist eine maltesische Fluggesellschaft mit Sitz in Birkirkara und Basis am Flughafen Malta.

### Geschichte
Die Air Atlanta Europe Limited wurde im Jahre 2020 gegründet und erhielt im Oktober 2021 ihr AOC und die Betriebsgenehmigung.

### Flotte
Mit Stand April 2025 besteht die Flotte der Air Atlanta Europe aus zehn Flugzeugen mit einem Durchschnittsalter von 25,0 Jahren:
| Flugzeugtyp      | Anzahl | bestellt | Anmerkungen                                                                | Durchschnittsalter |
| ---------------- | ------ | -------- | -------------------------------------------------------------------------- | ------------------ |
| Boeing 747-400F  | 06     |          | eine inaktiv; vier betrieben für Saudi Arabian Airlines, zwei für Fly Meta | 28,9 Jahre         |
| Boeing 777-200ER | 02     |          | betrieben für Saudi Arabian Airlines                                       | 19,1 Jahre         |
| Boeing 777-300ER | 02     |          | betrieben für Saudi Arabian Airlines                                       | 19,4 Jahre         |
| Gesamt           | 10     | -        |                                                                            | 25,0 Jahre         |

## Air Atlanta Europe (Vereinigtes Königreich)
Air Atlanta Europe war eine britische Fluggesellschaft mit Sitz und Basis am Gatwick Airport. Am 1. Mai 2006 wurde Air Atlanta Europe von Excel Airways übernommen für die sie im Wet-Lease flog.

### Geschichte
Die Air Atlanta Europe Limited wurde am 9. April 2002 gegründet und nahm seinen Betrieb im Juni 2003 auf. Das Unternehmen besaß eine Typ-A-Betriebslizenz der britischen Zivilluftfahrtbehörde, die es ihm erlaubte, Passagiere, Fracht und Post in Flugzeugen mit 20 oder mehr Sitzplätzen zu befördern. Die Betriebslizenz wurde am 8. November 2006 widerrufen.

### Flotte
Mit Stand August 2006 bestand die Flotte der Air Atlanta Europe aus drei Flugzeugen:
- 1 Boeing 747-300
- 2 Boeing 767-300ER

Die Fluggesellschaft hatte zuvor auch die Boeing 747-200 betrieben.